# Vuelta a Chiriquí
La Vuelta a Chiriquí (oficialmente: Vuelta Internacional a Chiriquí) es una carrera ciclística por etapas de categoría nacional que se corre en la Provincia de Chiriquí en Panamá. Pese a no ser una carrera del calendario UCI es la carrera ciclística más importante de país, manteniendo un alto nivel por la participación de equipos extranjeros.
Su primera edición se corrió en 1981 contando solo con la participación de corredores panameños y fue ganada por el ciclista Julio César González. A partir de la segunda edición se invitaron equipos extranjeros, siendo ciclistas colombianos los amplios dominadores de la prueba. Los ciclistas con más victorias son Edgar Sánchez, Óscar Maldonado, Federico Ramírez, José Adrián Bonilla y Óscar Sevilla con 2 victorias cada uno.

## Palmarés
| Año                      | Ganador              | Segundo                   | Tercero                   |
| ------------------------ | -------------------- | ------------------------- | ------------------------- |
| 1981                     | Julio César González |                           |                           |
| 1982                     | José Manuel Cuevas   | Rigoberto Zúñiga          | Alcides Caballero         |
| 1983                     | Alirio Chizabas      |                           |                           |
| 1984                     | Omar Hernández       |                           |                           |
| 1985                     | Luis Ramírez         | Olman Ramírez             | Luis Vargas               |
| 1986                     | Edgar Sánchez        | Marco Quesada             | Orlando Castillo          |
| 1987                     | Edgar Sánchez        | Carlos Palacios           | Juan de Dios Castillo     |
| 1988                     | José Vicente Díaz    | Pedro Soler               | Alfonso Alayón            |
| 1989                     | Óscar Maldonado      |                           |                           |
| 1990                     | Luis Ovidio Vargas   |                           | Óscar Maldonado           |
| 1991                     | Óscar Maldonado      | Alfredo Zamora            | Hugo Bolívar              |
| 1992                     | Abraham Betancourt   |                           |                           |
| 1993                     | Gustavo Wilches      |                           |                           |
| 1994                     | Carlos Cabrera       |                           |                           |
| 1995                     | Federico Ramírez     |                           |                           |
| 1996                     | Josef Lontscharitsch |                           |                           |
| 1997                     | Uberlino Mesa        |                           |                           |
| 1998                     | Hernán Darío Muñoz   |                           |                           |
| 1999                     | Alexis Caballero     | César Pinto               | Víctor Hugo Rustrián      |
| 2000                     | Libardo Niño         | Álvaro Lozano             | Víctor Becerra            |
| 2001                     | Ubaldo Mesa          | Víctor Becerra            | José Luis Castel          |
| 2002                     | José Adrián Bonilla  | Deiber Esquivel Benavides | Juan Carlos Fonseca       |
| 2003                     | Paulo Vargas         | Federico Ramírez          | Deiber Esquivel Benavides |
| 2004                     | Héctor Mesa          | Argiro Zapata             | Alexis Rojas              |
| 2005                     | Federico Ramírez     | Andrey Amador             | Paulo Vargas              |
| 2006                     | Juan Pablo Araya     | Juan Carlos Rojas         | Andrey Amador             |
| 2007                     | Diego Calderón       | Jhon Freddy García        | Gregory Brenes            |
| 2008                     | José Adrián Bonilla  | Gregory Brenes            | José Alberto Montero      |
| 2009                     | Edwar Stiber Ortiz   | Élder Herrera             | Pedro Herrera             |
| 2010                     | Fredy Piamonte       | Rafael Infantino          | Jaime Castañeda           |
| 2011                     | Ramón Carretero      | Jorge Humberto Martínez   | Álvaro Montoya            |
| 2012                     | Óscar Sevilla        | Jorge Humberto Martínez   | Salvador Moreno           |
| 2013                     | Henry Raabe          | Julián Rodas              | José Adrián Bonilla       |
| 2014                     | Róbigzon Oyola       | Jorge Castelblanco        | Luis Alfredo Martínez     |
| 2015                     | Óscar Sevilla        | Óscar Álvarez             | Carlos Ospina             |
| 2016                     | Edwin Carvajal       | Nicolás Paredes           | Jorge Castelblanco        |
| 2017                     | Carlos Samudio       | Jorge Castelblanco        | Óscar Sevilla             |
| 2018                     | Didier Chaparro      | Daniel Bonilla            | Bryan Salas               |
| 2019                     | Franklin Archibold   | Carlos Samudio            | Jorge Castelblanco        |
| 2020                     | Christofer Jurado    | Gabriel Rojas             | Franklin Archibold        |
| 2021                     | Brian Salas          | Rodolfo Villalobos        | Christofer Jurado         |
| 2022 No Hubo competición |                      |                           |                           |
| 2023                     | Franklin Archibold   | Gabriel Rojas             | Alex Strah                |

### Más victorias generales
| Ciclista            | Victorias | Años        |
| ------------------- | --------- | ----------- |
| Edgar Sánchez       | 2         | 1986, 1987  |
| Óscar Maldonado     | 2         | 1989, 1991  |
| Federico Ramírez    | 2         | 1995, 2005  |
| José Adrián Bonilla | 2         | 2002, 2008  |
| Óscar Sevilla       | 2         | 2012, 2015  |
| Franklin Archibold  | 2         | 2019, 2023* |

## Palmarés por países
| País       | Victorias |
| ---------- | --------- |
| Colombia   | 21        |
| Costa Rica | 10        |
| Panamá     | 8         |
| España     | 2         |
| Austria    | 1         |